# Országos Közoktatási Tanács
Országos Közoktatási Tanács (Országos közoktatási tanács; OKT) – a Vallás- és Közoktatásügyi Minisztérium (VKM) melletti testület. Kisebb megszakításokkal 1871 és 1945 között állt fenn.

## Megalakulása, működési ideje
A magyarországi polgári közoktatási rendszer tervezése időszakában, az 1867-es kiegyezést megelőző években megfogalmazódott, hogy szükség lesz a polgári közoktatási kormányzat mellett működő olyan szakmai testületre, amely a kormányváltozásokhoz kapcsolódó politikai természetű miniszterváltásokban a szakmai folytonosságot (állandóságot) képviseli, és segíti a közoktatás (iskolák) miniszteri (központi) irányítását.
A Tanács szükségességéről, feladatairól és megszervezésének módjáról először 1866-ban Schvarcz Gyula írt a saját folyóiratában megjelentetett oktatási törvényjavaslatában. A „nemzeti magyar közoktatási tanács” létesítésének gondolata – összekapcsolódva a Tanács felállítására és a működésének első éveire történő visszaemlékezésekkel – többeknél a Schvarcz Gyuláéhoz hasonló indítvánnyal, majd átalakítási ajánlattal fogalmazódott meg. Nem kizárt, hogy báró Eötvös József ugyancsak foglalkozott hasonló gondolattal, ám második minisztersége ideje alatt (1867–1870) a miniszter munkájához szorosabban köthető, azt segítő testület nem szerveződött.
Az Országos Közoktatási Tanácsot Pauler Tivadar vallás- és közoktatásügyi miniszter előterjesztésére I. Ferenc József királyi jóváhagyásával 1871-ben állították fel, s az a következő évben, 1872-ben kezdte meg működését.
„…a mi tőlem telik: meg fogom tenni, hogy a legszükségesebb reformintézkedések életbe léptethessenek… Vajon képes leszek-e ugy intézkedni, hogy Magyarország közerkölcsiségi, közművelődési és állami érdekeinek kellő biztosítékokat szerezzek: nemcsak egyedül tőlem, de a közreműködő erőktől is függ.
E czélra a közoktatási tanács fölállítását szükségesnek tartván, arról külön szabályzatot készítettem s azt szakférfiakkal, pártkülönbség nélkül, közlöttem… azáltal legalább azon szándékomat és akaratomat bizonyítottam be, hogy a reform terén ugy kívánok haladni, mint azt az ország közművelődése, közerkölcsisége és az állami viszonyok kívánják.
A közoktatás kérdéseit érintő országgyűlési vitában Schwartz Gyula az OKT fontossága mellett szólt a Tanács megalakításának módjáról és feladatairól is.
 „…a közoktatási tanácsra vonatkozólag… Én részemről csodálatosnak tartom…, hogy egy ily fontos intézmény behozatalát a vallás és közoktatási miniszter ur nem eszközölte… törvényjavaslat beterjesztése által.
 Én egy közoktatási tanácsot szükségesnek tartok. Miért? Szükséges azért: mert jelenlegi parlamentaris kormányformánk értelmében az egyes minisztériumok nemcsak arra hivatvák, hogy végrehajtó közegekként működjenek: hanem arra is, hogy a törvényhozási munkálatokat előkészítsék. …a törvényjavaslatokat, szabályrendeleteket és az egész tanulmányi anyagot, mely ezeknek felszerelésére szükséges előkészítsék: műgonddal lássák el, mielőtt azok a miniszter neve alatt a ház elé kerülnek.”
A Tanács működése 1872-től 1945-ig, rövidebb időre, két esetben szakadt meg. 1895 januárjában Eötvös Loránd vallás- és közoktatási miniszter szűk 1 hónapra, és 1919-ben a minisztériummal együtt a Tanácsköztársaság szüntette meg az OKT-ot.
Az Országos Közoktatási Tanácsnak több mint 70 éves működése alatt 6 szervezeti szabályzata volt. Így a megalakuló 1871. évi szabályzatot az 1875., az 1890., az 1895., az 1921. és az 1936. évben nyert újabb és újabb szabályzat követte. A szervezeti szabályzatokkal együtt alakult a Tanács munkájának eljárási rendje, és módosultak tevékenysége feladatai.

## Feladata
A vallás- és közoktatási miniszter munkáját véleményével, tanácsaival segítő szervezet tényleges feladatai többször módosultak működése alatt. A változások összefüggtek a Vallás- és Közoktatási Minisztériumban bekövetkező feladatmegosztások újra formálódásival, vagy az OKT egyes teendőit a minisztérium más tanácsadó szaktestületei (bizottságok) vették át. A feladatváltozások megfogalmazódtak a Tanács szervezeti szabályzataiban, s követhetők a miniszteri rendeletekben.

Tevékenysége alatt végig feladata volt, hogy

- „elsősorban a középiskolák és népiskolák, úgyszintén az alsó- és középfokú szakiskolák ügyeit” ölelje fel – törvényjavaslatok, tantervek, utasítások, iskolai rendtartások, vizsgaszabályzatok, módszertani ajánlások kidolgozása, illetve előkészítése, ellenőrzése, véleményezése; az iskolai felügyelet bírálati tevékenysége általános elveinek és eljárási módjának kimunkálása illetve célszerű módosítása;
- a közoktatás tudományos igényeit képviselje és közvetítse.

Egy ideig volt feladata:

- a felsőfokú (főiskolai, egyetemi) oktatás általános kérdései (1871–1875);
- a tankönyvek, kézikönyvek bírálata, jóváhagyása; az iskolai könyvtárak fejlesztésének általános irányelveinek kidolgozása és a fejlesztés segítésére (1871–1896).
- a tan- és segédeszközök megbírálása (1871–1890/1895).

## Szervezeti felépítése, eljárási rendje
1871 – Az iskolák szerint négy szakosztály volt:
1. tudományegyetemi, jogtanodai s orvostanintézeti;
2. műszaki vagyis műegyetemi, reáltanodái, ipari-, kereskedelmi-, gazdászati iskolai;
3. gimnáziumi;
4. népoktatási.
A Tanács a király által kinevezett elnökből, a miniszter által kinevezett alelnökből, tanácsjegyzőből és a különböző testületek által választottan (ajánlott) három évre a miniszter által kinevezett, a szakosztályokba szétosztott 30 beltagból, valamint a szükségletnek megfelelő számú kültagból állt. A Tanácsnak ugyancsak tanácskozási és szavazati joggal rendelkező (teljes jogú) tagjai voltak azok a vallás- és közoktatási minisztériumbeli hivatalnokok is, akiket a miniszter a Tanács tagjainak kinevezett. (A közoktatási miniszter nevezett ki – az elnök kivételével – mindenkit.)
1875 – A tudományszakok szerint hét szakosztály volt:
1. klasszika filológia;
2. modern filológia;
3. történet-, jog- és államtudomány;
4. földrajz és természetrajz;
5. matematika és fizika;
6. bölcsészet és pedagógia;
7. művészeti (ének, rajz, mintázás, torna).
Az egyesületek képviselete (kinevezéseknél a javaslattételi, ajánlási joga) az OKT-ban megszűnt! A Tanács elnökét, az alelnökét, a tanácsjegyzőt és a Tanács hat állandó tagját – a vallás- és közoktatási miniszter javaslatára – a király nevezte ki. A Tanács többi tagját a Tanács – a király által kinevezett – állandó tagjai ajánlására, három évre, a közoktatási miniszter nevezte ki.
1890 – Két szakosztálynak két-két al-szakosztálya volt:
I. Tudományi szakosztály
1. nyelvészet-történelmi;
2. mennyiségtan-természettudományi;
II. Iskolai szakosztály
1. középiskolai;
2. népiskolai.
A Tanács elnökségét az elnök, két alelnök, a titkár és két előadó alkották. Az elnökség tagjai a Tanács állandó tagjai voltak. Kinevezésük az 1875-ös szabályzatban megadottak szerint történt. A miniszter által 6-6 évenként váltakozón 3 évre kinevezett 30 tanácstag valamelyik szakosztályba került beosztásra.
1895 – Az 1890-es szabályzat szerinti szakosztályoknak megfelelő bizottságok voltak.
Az állandó szakosztályokon kívül voltak még esetről-esetre alkotott szakbizottságok is.
A Tanács elnöke a mindenkori vallás- és közoktatásügyi miniszter lett. A másodelnököt és az alelnököt 5-5 éves ciklusokra a király, a 10-12 előadó tanácsost és még legfeljebb 50 tagot ugyancsak 5-5 évre a miniszter nevezett ki. Részt vettek az üléseken a vallás- és közoktatásügyi minisztérium kirendelt tisztviselői is, akik azonban szavazati joggal nem rendelkeztek.
1921 – Kisebb változtatásokkal visszaállították az 1895-ös szabályzatot.
A Tanács elnöke a mindenkori vallás- és közoktatási miniszter volt. Kívüle a másodelnök, alelnök és titkár alkották az elnökséget, 10-12 előadó-tanácsos az állandó bizottságot, akiken kívül a Tanácsnak még 50 rendes tagja volt.
1936 – Négy szakosztály volt:
1. általános nevelési és oktatási;
2. mezőgazdasági oktatási;
3. ipari oktatási;
4. kereskedelmi oktatási.
Az OKT vezető testülete a Tanács elnöksége; tagja volt az elnökön kívül az ügyvezető alelnök, egy alelnök, a szakosztályok elnökei, az ügyvezető igazgató (titkár) és a szakosztályok tagjai közül a miniszter által 6 évre kinevezett két-két tag. Az elnököt a vallás- és közoktatásügyi miniszter előterjesztésére 6 évi időtartamra az államfő nevezte ki. Az ügyvezető alelnököt, az alelnököt, az ügyvezető igazgatót és a Tanács legfeljebb 80 tagját, valamint más tisztségviselőit a vallás- és közoktatásügyi miniszter nevezett ki, illetve bízott meg.
Az eljárási rend a szervezeti szabályzatokban megfogalmazottaknak megfelelően, a belső szerveződési formák és ügyintézési sajátosságok szerint változott. Általánosan: Az Országos Közoktatási Tanács részére érkező miniszteri leirat, rendelet vagy utasítás először a tanácsülés, vagy az Elnöki Tanács napirendjére került, ahol az elnök javaslatára az adott ügyet áttették az illetékes szakosztályokhoz tárgyalásra. Amennyiben szükséges volt, egy-egy témán több szakosztály is dolgozott egyszerre. (Szükség esetén külső szakértőt/szakértőket is foglalkoztathattak, vagy a Tanács elnökének kérésére a VKM-hoz tartozó iskolák pedagógusai közül a miniszter – hosszabb időre is – berendelt szakértői munkára az OKT-hoz.) A szakosztályi tárgyalások jegyzőkönyve, véleményes jelentése újra felkerült a tanácsülés elé, ahol ismét beható tanulmányozás következett. Végül egységes tervezet, felirat került vissza a minisztériumba. – Az OKT – az elnökön keresztül – kezdeményezően megfogalmazhatott véleményt, adhatott javaslatot a közoktatásról a vallás- és közoktatási miniszternek.

## Elnökök, alelnökök és ügyvezető alelnökök (titkárok)
időrendben

| Elnökök: - Horváth Mihály 1872-1876 - Pauler Tivadar 1876-1878 - Ipolyi Arnold 1878-1886 - Fehér Ipoly 1893-1895 - Wlassics Gyula 1896-1903 - Berzeviczy Albert 1903-1905 - Lukács György 1905-1906 - Apponyi Albert 1906-1910 - Teleki Pál 1936-1937 - Kelemen Krizosztom 1943-1945 | Másodelnökök: - Takács Menyhért 1914-1918 - Békefi Remig 1921-1926 - Fináczy Ernő 1926-1935 - Imre Sándor 1943-1945 | Alelnökök, ügyvezető alelnökök: - Stoczek József 1872-1890 - Ghyczy Géza 1890-1891 - Heinrich Gusztáv 1891-1894 - Erődi-Harrach Béla 1893-1896 (?) - Verédy Károly 1893-1896 (?) - Fináczy Ernő 1896-1919 - Pauler Ákos 1921-1926 - Kornis Gyula 1926-1935 - Kemenes Illés 1936-1937 - Huszti József 1937-1943 - Alszeghy Zsolt 1943-1945 | Titkárok: - Kármán Mór 1872-1883 - Ferenczy József 1883-1895 - Sebestyén Gyula 1896-1906 - Bozóky Endre 1907-1926 - Madzsar Imre 1926-1935 - Loczka Alajos - Szőnyi Sándor - Kovács Máté | Jegyzők: - Lubrich Ágost 1872- - Ferenczy József 1883-1890 - Bassola Zoltán 1934- |

## Hasonló testületek külföldön
Hasonló feladatokkal felruházott tanügyi véleményező testületeket a külföld oktatástörténete és iskolaszervezete ugyancsak ismert. Magának a Tanács szabályzatának készítésénél mintául szolgáltak:
- osztrák Unterrichtsrat (Oktatási Tanács) – a Habsburg Birodalomban 1863–1866 között az 1860-i októberi diplomával megszüntetett közoktatási minisztériumot pótolta;
- francia Conseil supérieur de ľ instruction publique (Közoktatási Főtanács) – Napóleon által, 1808-ban felállított Conseil de ľ Université-ből alakult ki, de végső szervezetét csak 1880-ban nyerte el. Ekkortól a Főtanács elnöke a miniszter volt, s minden közoktatási kérdéssel foglalkozott, véleményt adott tantervi, módszertani és tanügyigazgatási kérdésekben azonkívül legfőbb fóruma volt a személyi és a fegyelmi ügyeknek. Összesen 51 tagból állt, akiknek megbízatása 4 évre szólt. Voltak választott tagjai: 21-en a tudományos főiskolák és intézetek részéről, 10 tanár a középiskolák, 6 tanító a népiskolák képviseletében; a köztársasági elnök nevezett ki 9 tagot a minisztériumi ügyosztályfőnökök és a 18 központi főszakfelügyelők köréből, és 4 tagot a magániskolák képviseletében. (A franciaországi szervezet nyomán alakultak meg az úgy nevezett román államok tanácsai. Így pl. Olaszországban a Consiglio superiore, Spanyolországban a Consejo de Instruccióna Pública, Portugáliában a Coselo superior da Instruças publica; ilyenek voltak a dél-amerikai köztársaságok is.)
- porosz Ober-Schulkollegium – központi tanügyi hatóság, ami Poroszországban az egész tanügy irányításával és vezetésével foglalkozott; 1787-ben állította fel Nagy Frigyes államminisztere Karl Abraham Freiherr von Zedlitz. Ezt az intézményt Wilhelm von Humboldt három – Berlinben, Kőnigsbergben és Boroszlóban működő – önálló közoktatási tanáccsá alakította át és ezeknek legfőbb véleményező és tanácsadó hatáskört adott. Poroszország 1817-ben történt tartományi újjászervezésével és külön közoktatási minisztérium felállításával kapcsolatban a fenti intézmény helyébe minden egyes tartományban úgynevezett Provinzialschulkollegium-ok léptek, amelyek már inkább adminisztratív jellegűek voltak, és az osztrák Landesschulrat-okkal együtt a magyarországi tankerületi főigazgatóságainkkal állíthatók párhuzamba.
- Oberster Schulrat, Oberstudienrat, később Oberschulrat, Studienrat – A Bajor Királyságban 1873 óta, a Badeni Nagyhercegségben és a Württembergi Királyságban már régebben, különböző neveken főiskolatanácsot állítottak, amelyek egyetemi tanárokból, középiskolai igazgatókból és tanárokból állt; ezek vettek részt a felsőbb oktatás igazgatásában, a tanárképesítésben és a felügyelet gyakorlatában (A 19. század közepe előtt az egyházi hatóságok vagy egyháziakból és világiakból álló vegyes testületek gyakorolták az iskolai főigazgatást, míg az elvi és szervezeti kérdéseket esetről-esetre összehívott tanácskozásokon vitatták meg.)[12]

## Tevékenységének értékelése
A Tanács háromnegyed százados tevékenysége alatt az Országos Közoktatási Tanács hazánk közoktatásrendszerének meghatározó tényezőjévé alakult.

Foglalkoztak és jelentős változtatásokat, újításokat fogalmaztak meg:
- középiskolai kézikönyvekkel, tankönyvekkel;
- gimnáziumi tantervekkel, utasításokkal;
- tanárvizsgálati szabályzattal;
- közoktatási törvényjavaslatokkal;
- polgári-iskolai, népiskolai, szakiskolai tantervekkel;
- iskolalátogatások szervezésével.
1942-től kiadta a Nemzetnevelők Könyvtára című sorozatot.
„Hazai tanügyünk utolsó negyvenéves története, melynek majdnem minden jelentős mozzanatát közelről megismertem… nem volt egyéb, mint részben sikertelen küzdelem annak az elvnek érvényesüléséért, hogy az iskola ügyét csak azok intézhetik, iskolai reformot csak azok kezdeményezhetnek, iskolát érintő szerves alkotásokra csak azok vállalkozhatnak, akik értenek az iskolához.
…tanulmányozva közoktatásunknak a… négy évtized alatt végbement fejlődését s tárgyilagos szemmel végigtekintve e fejlődésnek egyes szakaszain, véleményem szerint nem lehet állítani, hogy mindazok a reformmunkálatok, melyeket a Tanács kidolgozott, köznevelésünk ügyének javára ne váltak volna. Amit a közoktatásügyi miniszterek a Tanácsra rábíztak (mert nem mindent bíztak reá), azt ez a testület tagadhatatlanul nem eléggé gyorsan, de mindenkor lelkiismeretesen elvégezte. Utalhatnék itt számos tantervi és módszeres munkálatra, melyek kiadatásuk óta jól beváltak s hazánk pedagógiai köztudatában azóta mély gyökeret vertek;”
„…a világháború után történt néhány kisebb szervezeti és tanulmányi módosításnak kivételével alkotmányos életünk helyreállítása óta [1920. évi I. törvénycikk] nincsen jelentősebb mozzanata közoktatásunk fejlődésének, amelyben az Országos Közoktatási Tanácsnak fontos szerep ne jutott volna. Eddigi 60 esztendős története iskoláink és oktatásügyünk történetével szorosan egybeforrt. Hasonló feladatokkal felruházott tanügyi véleményező testületeket a külföld oktatástörténete és mai iskolaszervezete is ismer.”
„…az Országos Közoktatási Tanács. Kezdettől fogva a V. K. M.-nek állandó tanácsadója és véleményező szerve volt, segítője a meglevő iskolák korszerűsítésében, új iskolafajok létesítésében, szemmeltartója az élet követelményeinek, azoknak összeegyeztetője a nemzet és gyermeklélektan örök törvényeivel. Reformtervek mérlegelője és reformtervek megvalósítója, de egyben őrzője minden értékes hagyománynak is; az élet követelte új igényeknek latolgatója és józan előkészítője ez igények érvényesítésének. Testület, amelyhez eljutott minden óhaj és panasz, testület, amely felelőssége tudatában gondosan latra vetett minden szükségletet, és megvalósításra segített minden szükséges reformot. A V. K. M.-től független szervezet, amely éppen függetlensége tudatában őszinte és bátor lélekkel képviselte a lüktető élet változásai között a reábízott nemzeti érdeket. Sohasem hatalom keresés volt a célja, hanem szolgálat, és ezt a szolgálatot két iránytan teljesítette: a nemzet és a magyar közoktatás legfőbb irányítója, a V. K. M. irányában. Tudta, hogy hivatása közvetlenül a V. K. M. részére a tanácsadás, de tudta azt is, hogy felelősséggel nem csak ennek, hanem az egész nemzetnek tartozik. Voltak ügyek, amelyeknek megvalósításánál elvi állásfoglalását gyakorlati vagy más természetű okok nem engedték megvalósulni, de mindig gerincesen és híven igyekezett kitartani meggyőződése mellett – nem egyszer méltóságteljes tiltakozással.”

## Megszüntetése
Az Országos Közoktatási Tanács újjá szerveződésének 1943. december 4.-én tartott első teljes ülésén Imre Sándor már utalt a II. világháború után várható feladatokra és kiemelte annak szükségességét, hogy a Tanács „a köznevelés egész területével foglalkozzék”. Feladatai közül egyformán komolyan vegye mindazokat, amelyeket a meglevő helyzet állít eléje, mindazokat, amelyeket a jövő előkészítése érdekében kell majd megoldania.
„A nevelés fogalmát ma a tanítás vagy helyesebben az oktatás fogalmával nem mellérendeltségi viszonyban látjuk, mert az oktatás a nevelésnek egyik eszköze; s ennek a kérdéseit nem lehet jól rendezni a nevelés egyetemes szempontjai nélkül… Az O. K. T. neve ma már elméletileg nem helyes. Az iskola pedig nem az többé, ami 1914-ig még volt, jóllehet már azelőtt is érezhettük középponti helyzetének erőtlenedését. Különösen az utóbbi években újabb meg újabb nevelő intézmények keletkeznek az iskola körül; rendre kifejlődött egész sora az ifjúságot nevelő szervezeteknek, itt-ott szinte párhuzamos nevelés, sőt sokban egyező tárgyú oktatás is alakult ki, nem ritkán közvetlenebb módszerekkel; a társadalom régóta folyó átalakulása is megnehezítette az iskola hatását. Mindez kétségtelenül megszüntette az iskola egykori egyeduralmát, még a szervezett nevelés terén is. Ezzel az O. K. T. hatása is szűkebbre szorult, mert jórészt – hogy úgy mondjam – csak a hivatalos neveléssel, annak is főképen a tanulmányi részével foglalkozott. Legalábbis így mutatkozott ez kifelé.
A közoktatás szava ma kétségtelenül kevesebbet mond, mind amennyit rajta általában értenek; sok más között ennek sincs elfogadott meghatározása. A Tanács azonban munkakörének érintett fokozatos bővülése során elérkezett oda, hogy a nevét ne érezze gátnak s a köznevelés egész területével foglalkozzék. Kétségtelen, hogy az oktatás anyagát sem lehet, azaz nem szabad ma már a nélkül állapítani meg, hogy az ország állapotát, külső-belső viszonyait, ezeknek művelődéspolitikai követelményeit gondosan számba ne vegyük, sőt egyenesen abból kellene kiindulni minden tanítástervi tárgyalásban. A módszerről sem lehet beszélni a nélkül, hogy annak a gondolkodásra való hatását meg ne fontoljuk s a közgondolkodás színvonalával ne törődjünk. Még ha tudná is valaki a neveléstől elkülöníteni az oktatást, mégis csak a nevelői gondolkodás adna irányt az ilyen embernek is az oktatási kérdésekben, az eredményt pedig lehetetlen bárkinek is másutt keresnie, mint az ifjúság szellemi értékének fejlődésében. Minden azt követeli, hogy az O. K. T.-ot nem az oktatás szűkebb gondolata, hanem a nevelésnek ezt is magába foglaló gondolata vezesse. Ez a biztosíték arra, hogy a Tanácsnak mindig a nekünk való nevelés kialakítása legyen a gondja: olyan emberek nevelésében igyekezzék közreműködni, amilyenek kifejlődését jövőnk követeli.”
Az Országos Közoktatási Tanács 1945. május 15-ig fejtette ki működését, ekkor az ideiglenes nemzeti kormány 1140/1945. M.E. számú rendelete alapján az Országos Felsőoktatási Tanáccsal együtt az Országos Köznevelési Tanácsba olvadt be.